# Barrón W
El Barrón W fue un aeroplano de observación diseñado por el General de Brigada, entonces capitán de Ingenieros y Piloto Militar Eduardo Barrón para la Aeronáutica Militar Española en 1915. Prestó servicio entre 1917 y 1919.

## Desarrollo
Eduardo Barrón había diseñado en 1915 el avión de observación Flecha, derivándolo del Lohner Pfeilflieger austriaco, con aportaciones propias y, como este último, en configuración biplano tractor.
Barrón concibió, siempre en 1915, otro aparato, basado en una nueva adaptación del Flecha, con un ala inferior modificada en forma de "W" para mejorar la visibilidad del observador, y concebido desde el principio para usar el motor Hispano Suiza de 140 CV que había acoplado en el Flecha. Este nuevo aparato se denominaría Barrón W, por la forma del ala inferior.
El prototipo del Barrón W estuvo terminado en septiembre de ese año; sin embargo, al no disponerse todavía del motor se le acopló un Curtiss OX-5 de 67 kW (90 hp), con el que realizó su primer vuelo el 3 de octubre de 1915. No voló propulsado por el motor Hispano-Suiza hasta diciembre de 1916.
Se fabricó una serie de doce Barrón W en Cuatro Vientos, entrando en servicio los seis primeros en 1917, siendo asignados a Madrid y sirviendo más tarde en África.
Además de ver su fabricación afectada por la tardía entrega de los motores, su vida operativa se vio eclipsada por sus mediocres prestaciones y la dura competencia de los modelos excedentes procedentes de la I Guerra Mundial. Pese a todo, el capitán Joaquín Fanjul y el fotógrafo Alonso lograron batir con este avión el récord de España de altura en 1918, dejándolo en 4750 m, para lo que debieron llevar rudimentarios equipos de oxígeno líquido. Por último, fueron enviados al protectorado español de Marruecos (Tetuán y Zeluán), donde solo permanecieron por espacio de tres meses, dada su escasa fiabilidad.

## Especificaciones
Referencia datos: Web oficial del Ejército del Aire, Ficha de Aeronave histórica "Barrón W"

### Características generales
- Tripulación: 2
- Carga: 400 kg
- Longitud: 8,00 m
- Envergadura: 14,00 m
- Altura: 3,50 m
- Peso vacío: 650 kg
- Peso máximo al despegue: 1150 kg
- Planta motriz: 1× motor lineal V-8 con refrigeración líquida Hispano Suiza 8ab.
  - Potencia: 130 kW (180 hp)

### Rendimiento
- Velocidad nunca excedida (Vne): 130 km/h
- Techo de vuelo: 4800 m (15 800 pies)

### Desarrollos relacionados
- Barrón Flecha

### Listas relacionadas
- Anexo:Aeronaves históricas del Ejército del Aire de España